# Schwarzach bei Nabburg
Schwarzach bei Nabburg é um município da Alemanha, situado no distrito de Schwandorf, no estado da Baviera. Tem 27,37 km² de área, e sua população em 2019 foi estimada em 1.423 habitantes.